# Young Justice: Legacy
Young Justice: Legacy es un videojuego de acción y aventuras basado en la serie de televisión Young Justice, desarrollado por Freedom Factory Studios y publicado por Little Orbit lanzado en noviembre de 2013 para Nintendo 3DS, Microsoft Windows, PlayStation 3, y Xbox 360. El juego se desarrolla en la brecha de cinco años entre la temporada 1 y 2 y fue escrito en colaboración con los escritores de la serie de televisión, Greg Weisman y Brandon Vietti. Originalmente planeado para venir a Nintendo DS, Wii y Wii U, los desarrolladores anunciaron que lo habían cancelado debido a problemas de calidad y de bajo interés por parte de los minoristas.
El juego es un videojuego de rol de acción donde el jugador crea un escuadrón de héroes y juega con varios personajes junto a los miembros de la Liga de la Justicia. Young Justice: Legacy incluye soporte para los modos de un jugador y multijugador.

## Jugabilidad
Los jugadores pueden elegir tres miembros de una lista de doce personajes de la serie de televisión Young Justice para jugar en quince niveles diferentes. También pueden cambiar su control entre los tres personajes activos mientras juegan. Cada personaje tiene un conjunto único de habilidades especiales para usar en el campo de batalla, así como ciertas fortalezas y debilidades que definen el papel de cada personaje durante la batalla. Los personajes y sus habilidades suben de nivel a medida que progresan por las misiones. Cada personaje tiene al menos tres trajes que cambian tanto la apariencia del personaje como la forma en que juegan. Además, el jugador puede comprar equipo de Tornado Rojo y entrenar con Canario Negro. Algunas misiones tienen el jugador luchando con la asistencia de los miembros de la Liga de la Justicia, tales como Superman, Linterna Verde, Aquaman y Batman. El juego también cuenta con varios modos desbloqueables, donde los jugadores son presentados con ciertas tareas para cumplir.

## Historia
Una renombrada arqueóloga, la Dra. Helena Sandsmark, es secuestrada, y el equipo de Justicia Joven sigue a un grupo de los villanos más famosos de la Luz alrededor del mundo en un esfuerzo por rescatarla; pero cuando los jóvenes héroes descubren que la Luz está aprovechando la experiencia de la Dra. Sandsmark para localizar los fragmentos de una antigua estatua de legendario poder, tienen que correr contra el tiempo para salvar al planeta del desastre inminente.

### Personajes
Young Justice: Legacy cuenta con doce personajes jugables, cuatro personajes descargables, doce villanos, incluyendo al monstruo Tiamat, que es exclusivo para el videojuego, y varios personajes no jugables.
| Personajes jugables                           | Personajes jugables                                           | Personajes jugables                         | Personajes jugables                           |
| --------------------------------------------- | ------------------------------------------------------------- | ------------------------------------------- | --------------------------------------------- |
| - Aqualad - Artemis - Batgirl - Chico Bestia  | - Escarabajo Azul* - Bumblebee* - Kid Flash - Lagoon Boy*     | - Miss Martian - Nightwing - Robin - Rocket | - Superboy - Tempest - Wonder Girl* - Zatanna |
| Villanos                                      |                                                               |                                             |                                               |
| - Bane - Manta Negra - Blockbuster - Cheshire | - Icicle Jr. - Killer Frost - Klarion - Lex Luthor            | - Psimon - Enigma - Sportsmaster - Tiamat   |                                               |
| Personajes no jugables                        |                                                               |                                             |                                               |
| - Aquaman - Aquagirl - Batman - Canario Negro | - Helena Sandsmark - Linterna Verde - Tornado Rojo - Superman |                                             |                                               |

(*) Contenido descargable

## Desarrollo
Young Justice: Legacy fue anunciado originalmente para ser lanzado en febrero de 2013, para Nintendo DS, Microsoft Windows, PlayStation 3, Wii y Xbox 360. El juego también cuenta con la formación original de los personajes de la primera temporada, sin embargo después del estreno de la segunda temporada, la alineación fue cambiada. Se confirmó que el juego se retrasaría, y que su fecha de febrero de 2013 probablemente sería cambiada a una fecha en marzo de 2013. La nueva fecha de lanzamiento fue revelada como 10 de septiembre de 2013 para Norteamérica, y era que Young Justice: Legacy sería lanzado en Nintendo 3DS, Microsoft Windows, PlayStation 3, Wii U y Xbox 360, sin menciones ya sea de una versiones de Nintendo DS o Wii. No se hizo ningún anuncio de PlayStation Vita para el juego.
Muchos de los retrasos iniciales se debió a la incertidumbre de la producción. En su fase de preproducción durante finales de 2011 hasta finales de 2012, el desarrollo del juego cambió constantemente entre en la rama de desarrollo doméstico de Little Orbit, Game Machine, su contratista en Madrid Freedom Factory y un estudio de satélite de Game Machine en Melbourne. Una vez que los problemas iniciales de calidad y responsabilidades de desarrolladores se asentaron, el juego pudo ser completado.
El 3 de agosto de 2013, se anunció en la página oficial del juego en Facebook que el juego será retrasado para PC y todas las plataformas de Nintendo en favor de un lanzamiento de noviembre de 2013, mientras que volver a confirmar la llegada del juego para la consola Wii. El anuncio dijo que las versiones de Nintendo del juego «tendrán la misma historia desde Brandon y Greg y estará utilizando la misma técnica, pero tendrá su propio estilo de combate para tomar ventaja de sus controles únicos», aunque toma nota que "el desarrollo se hace un poco más atrás, por lo que la fecha oficial de lanzamiento se ha pospuesto para noviembre de 2013."
El 27 de octubre de 2013, se anunció que debido a varios factores que van desde problemas de calidad y falta de apoyo minorista, Little Orbit tuvo que cancelar las versiones de Wii y Wii U. Las versiones de Xbox 360, PS3, 3DS, y Steam fueron lanzadas como estaba previsto.

## Recepción
El juego recibió críticas mixtas. IGN le dio 4.8.